# Place de la Liberté (Bruxelles)
Pour les articles homonymes, voir Place de la Liberté.
La place de la Liberté (en néerlandais : Vrijheidsplein) est une place de Bruxelles, en Belgique.

## Situation et accès
Située au centre de Bruxelles, c'est la principale place du quartier des Libertés, autrefois connu sous le nom de « quartier Notre-Dame-aux-Neiges ». 
Elle est accessible en bus et en métro (arrêt Madou), à proximité du Cirque Royal et de la rue de la loi. Autour de la place, se trouvent quatre rues évoquant les quatre libertés constitutionnelles considérées comme les plus importantes lors de l'adoption de la Constitution du 7 février 1831 : la rue de l’Enseignement, la rue de l’Association, la rue des Cultes et la rue de la Presse. Ces libertés sont également retracées sur des statues se trouvant autour de la colonne du congrès.
Aujourd’hui, la place est assez pittoresque. Elle est constituée d’un parterre de verdure et de fleurs avec, au centre, le monument de Charles Rogier. Autour de la place, on peut trouver des acacias symbolisant l’immortalité et la renaissance. On trouve aussi des maisons ou hôtels de maître « les plus ornés et pittoresques que compte la capitale ».
Pour ce qui est du style architectural, on peut y trouver une scénographie urbaine assez typique. Les immeubles sont « construits en style éclectique teinté de style Renaissance », un style qui s’inspire de l’ensemble du répertoire architectural de la fin du XIXe siècle, mêlant des éléments repris à différents styles.

## Historique
La place de la Liberté est créée dans les années 1870-1880. Avant la construction de celle-ci, se trouvait le quartier de Notre-Dame-aux-Neiges. C’était un quartier ouvrier assez mal famé, peu sûr, délabré et mal entretenu, constitué de petites ruelles et d’impasses. Dans les années 1870, Charles Rogier (1800-1885) décida d’assainir le quartier en chassant les nombreux ouvriers qui y habitaient, pour le transformer en quartier bourgeois sous l’impulsion de Jules Anspach, bourgmestre de Bruxelles de 1863 à 1879. Il fut rasé en 1874. L’objectif était de ramener des populations plutôt favorisées en ville et plus aptes à fréquenter les institutions issues de la révolution de 1830, comme les parlements. C’est pour cette raison qu’un monument à son effigie fut dressé en son honneur au centre de la place, réalisé en bronze par le sculpteur Guillaume De Groot en 1897.
La mission de rénovation fut confiée à un architecte connu sous le nom d’Antoine Mennessier qui dessina la forme de la place telle qu'elle se présente actuellement. Menessier était connu pour ses réalisations urbaines. Les immeubles, quant à eux, furent dessinés de la main de l’architecte Wynand Janssens, et la construction fut mise en œuvre par la Société immobilière et anonyme du quartier de Notre-Dame-aux-Neiges.
La place de la Liberté doit son nom à son fondateur, Charles Rogier, considéré comme « défenseur de l’absorption par l’État de la liberté communale, provinciale, d’enseignement, d’association... », et de toutes les libertés en général. Il est considéré comme un des créateurs de la Belgique et faisait partie du gouvernement provisoire de 1830. C’est dans cette optique d’indépendance et de libération de la Belgique que la place fut créée, au sortir de 20 ans de domination hollandaise.
La constitution, dont Charles Rogier fut l’un des coauteurs, « devait, avant tout, définir et garantir les libertés que les Belges avaient conquises et que le Gouvernement Provisoire avait proclamées par les premiers décrets » c’est-à-dire la liberté d’association, d’opinion, des cultes, de réunion, etc. Le peuple belge sortant de longues années de domination, pouvait enfin jouir de la liberté et pour Rogier, c’était une valeur fondamentale. Cela conduira à une constitution très avancée pour l’époque en termes de liberté. Le Congrès réclame « la liberté en tout et pour tous », formule à laquelle le peuple se rallie sans difficulté. « La quasi-totalité des artères portent des noms à la glorification de l’indépendance, de la constitution, et des grandes figures des premières années de la Belgique ».
Un discours fut prononcé en ce lieu l’an de la troisième République française par Emmanuel Pérès, « en présence de la Troupe sous les armes, et des Autorités civiles et militaires ». Ce discours avait pour but d’informer les citoyens de la proclamation de la convention nationale en rapport avec les évènements du 12 germinal. On y dénonce le déclin de la République.
On dit souvent que cette place représente l’histoire belge, parce qu’elle représente « la quintessence de la Constitution qu'a donnée Rogier et ses collègues » aux citoyens belges.